# Woman (Zeitschrift)
Woman (Eigenschreibweise: WOMAN) ist ein österreichisches Frauen- und Lifestyle-Magazin. Es wurde 2001 gegründet und ist Teil der VGN Medien Holding. Die Zeitschrift erscheint als Druckerzeugnis und betreibt das Online-Portal woman.at. Chefredakteurin und Herausgeberin war bis Ende 2023 Euke Frank.
Von Oktober 2002 bis April 2007 erschien bei Gruner + Jahr eine deutsche Ausgabe.

## Inhalt
Die Zeitschrift behandelt bis zu 14 Themenbereiche von nationalen und internationalen Belangen:
- Trends – erscheint zweimal jährlich und behandelt Trends der Herbst-Winter- und Frühjahr-Sommer-Kollektionen
- Report – Reportagen aus Politik, Kultur und Wirtschaft, Reportagen über Persönlichkeiten.
- Job bzw. Karriere – erscheint viermal jährlich und beschäftigt sich mit business- und karriererelevanten Themen
- Fashion
- Beauty – Styling, Kosmetika, Make-up
- Gesundheit, Ernährung, Sport
- Gourmet – kulinarische Themen und Rezepte
- Lifestyle – Reisen, Möbel, Accessoires
- Dossier – juristische Themen,  Karriere-Coaching und Medizin
- Liebe
- Spirit – Themen der Esoterik wie Mondkalender, Naturheilkunde, Horoskope etc.
- Kultur – Neuigkeiten und Events aus Theater, Oper, Kunst, Musik und Literatur.
- Society – Interviews mit Persönlichkeiten aus Musik, Fernsehen, Film etc.

### Auflage und Reichweite
Die Druckauflage liegt laut Österreichischer Auflagenkontrolle (ÖAK) im 1. Hj. 2014 durchschnittlich bei 172.377 Exemplaren. Hiervon werden rund 105.200 Exemplare direkt verkauft, weitere 23.300 im Großverkauf. Rund 7.600 Exemplare werden gratis vertrieben, die Restauflage beträgt rund 36.000 Exemplare.
Laut Arbeitsgemeinschaft Media-Analysen MA 13/14 – Frauenmagazine Total hat Woman in Österreich 462.000 Leser pro Ausgabe. Dies entspricht einer auf ganz Österreich bezogenen Reichweite von 6,4 %. Gemäß Österreichischer Webanalyse (ÖWA) vom Dezember 2018 erreicht das Online-Angebot woman.at 1,16 Millionen Unique Clients, 1,96 Millionen Visits und über 4,98 Millionen Seitenabrufe.